# 1894 في ألمانيا
فيما يلي قوائم الأحداث التي وقعت خلال عام 1894 في ألمانيا.

## سياسة

### تعيين في المنصب
- 29 أكتوبر – الأمير شلودفيغ مستشار ألمانيا.

### انتهاء فترة المنصب
- 26 أكتوبر – ليو فون كابريفي مستشار ألمانيا.

## مواليد

### يناير
- 7 يناير – راينهولد هاينن صحفي ألماني.
- 17 يناير – فيرنر مارخ مهندس معماري ألماني.

### فبراير
- 26 فبراير – فيلهلم بيترش ضابط ألماني.

### مارس
- 6 مارس – إليزابيت كاستونير كاتبة ألمانية.
- 11 مارس – أوتو جروتول سياسي ألماني.
- 20 مارس – هانس لانغسدورف جندي ألماني.

### مايو
- 15 مايو – جوسيف جاكوبس
- 25 مايو – جورج جوس فيزيائي ألماني.

### يوليو
- 8 يوليو – يوهان فك
- 22 يوليو – أوسكار ماريا جراف مؤلف ألماني.

### أغسطس
- 2 أغسطس – كورت باكيبرغ عالم نبات ألماني.
- 5 أغسطس – هانز ملشيور عالم نبات ألماني.
- 19 أغسطس – يوزف مولر قس كاثوليكي ألماني.

### سبتمبر
- 12 سبتمبر – أوغست كراكاو

### أكتوبر
- 3 أكتوبر – والتر وارليمونت عسكري ألماني.
- 14 أكتوبر – هاينريش لوبكه الرئيس الثاني لجمهورية ألمانيا الاتحادية (1959-1969).

### نوفمبر
- 2 نوفمبر – الكسندر مارتن ليبيش مهندس طيران ألماني ورائد في الديناميكا الهوائية.
- 10 نوفمبر – ليزا تيتزنر كاتبة ألمانية.

### ديسمبر
- 24 ديسمبر – فريدريش روغه

## وفيات

### يناير
- 1 يناير – هاينريش هيرتز (مواليد 1857) فيزيائي ألماني.
- 5 يناير – يسطس كارل هاسكارل (مواليد 1811) عالم نبات ألماني.

### فبراير
- 6 فبراير – تيودور بيلروت (مواليد 1829) موسيقي نمساوي.
- 12 فبراير – هانز فون بولوف (مواليد 1830) موسيقي ألماني.

### أبريل
- 8 أبريل – أوسكار هوكر (مواليد 1840)
- 14 أبريل – أدولف فريدريش فون شاك (مواليد 1815) شاعر ألماني.

### مايو
- 21 مايو – أوجست كوندت (مواليد 1839) فيزيائي ألماني.

### يونيو
- 23 يونيو – أوتو ديفرينت (مواليد 1838)

### سبتمبر
- 8 سبتمبر – هرمان فون هلمهولتز (مواليد 1821)

### نوفمبر
- 25 نوفمبر – فريدريش أدولف رومر (مواليد 1816)

### ديسمبر
- 13 ديسمبر – فريدريش أدلبرت كوهن (مواليد 1842) عالم نبات ألماني.